# 斯瓦森冰原島峰
71°25′S 63°39′W / 71.417°S 63.650°W
斯瓦森冰原島峰（英語：Swarsen Nunatak），是南極洲的冰原島峰，位於帕爾默地，處於傑克遜山西南面9公里，美國地質調查局在1974年繪入地圖，現時由南極條約體系管理。